# Harry Nyman
Karl Harry Nyman, född 13 februari 1952 i Älvsbyn, död 7 oktober 2008 i Luleå, var en svensk skådespelare och musiker i huvudsak med Luleå som bas. 
Nyman var en av grundarna (1975) och veteran i och konstnärlig ledare för Lule Stassteater och medlem i country/folk-band Acne. Nyman spelade bartendern Raimo i filmen Jägarna. Han bar även en av huvudrollerna i TV-serierna "Harry & Staffans Teater" och "I väntan på en snilleblixt" för SVT. Han skapade "Julkalender i Stadsparken" i Luleå  1995 , med nedräkning från 1:a december till julafton. En bejublad föreställning från Jultomtens hem, som därefter blivit ett årligt inslag i Luleå Kommuns verksamhet. På riksplanet var han mest känd för att han under många år var Tomtefar som pratade med inringande barn i SR P4:s Ring Jultomten på julafton.
Nyman tilldelades Luleå Kommuns & Landstingets Kulturpriser och hederspriset Årets Lulebo 2008 i en omröstning bland allmänheten.